# ЮАР на зимних Олимпийских играх 2010
ЮАР принимала участие в Зимних Олимпийских играх 2010 года в шестой раз за свою историю, но не выиграла ни одной медали. Страну представляли один лыжник и один горнолыжник.

## Результаты соревнований

### Лыжные виды спорта

#### Горнолыжный спорт
Мужчины
| Соревнование      | Спортсмены  | 1 спуск | 2 спуск | Всего | Место |
| ----------------- | ----------- | ------- | ------- | ----- | ----- |
| Гигантский слалом | Петер Скотт | DNF     | —       | —     | —     |

#### Лыжные гонки
Мужчины
Спринт
| Соревнование | Спортсмены  | Квалификация | Квалификация | Четвертьфинал | Четвертьфинал | Полуфинал | Полуфинал | Финал     | Финал     |
| Соревнование | Спортсмены  | Результат    | Место        | Результат     | Место         | Результат | Место     | Результат | Место     |
| ------------ | ----------- | ------------ | ------------ | ------------- | ------------- | --------- | --------- | --------- | --------- |
| Спринт       | Оливер Крас | 4:04,19      | 61           | не прошёл     | не прошёл     | не прошёл | не прошёл | не прошёл | не прошёл |